# Marietta (Geórgia)
Marietta é uma cidade localizada no estado americano de Geórgia, no Condado de Cobb.

## Demografia
Segundo o censo americano de 2000, a sua população era de 58.748 habitantes.
Em 2006, foi estimada uma população de 63.152, um aumento de 4404 (7.5%).

## Geografia
De acordo com o United States Census Bureau tem uma área de
56,9 km², dos quais 56,7 km² cobertos por terra e 0,2 km² cobertos por água. Marietta localiza-se a aproximadamente 323 m acima do nível do mar.

## Habitantes ilustres
- Isadora Williams - atleta americana-brasileira da patinação no gelo que representou o Brasil nos Jogos Olímpicos de Inverno em Sochi 2014.[4]
- Navia Robinson - atriz e cantora, protagonista da série Raven's Home, além de papéis em outras séries.

## Localidades na vizinhança
O diagrama seguinte representa as localidades num raio de 16 km ao redor de Marietta.